# Gouvernement Vilnius
Het gouvernement Vilnius (Russisch: Виленская губерния; Vilenskaja goebernija, Litouws: Vilniaus gubernija, Pools: Gubernia wileńska), dat van 1801 tot 1840 ook bekendstond als het gouvernement Litouwen-Vilnius, was van 1795 tot 1915 een gouvernement (goebernija) van het keizerrijk Rusland, dat ontstond na de Derde Poolse Deling van het Pools-Litouwse Gemenebest in 1795. Het gouvernement was onderdeel van de Noordwestelijke Kraj. De hoofdstad was Vilnius.

## Geschiedenis
Het gouvernement Vilnius ontstond bij het opzetten van elf Oejezd bij de Derde Poolse Deling in 1795. Op 12 december 1796 werden de gouvernementen Vilnius en het gouvernement Grodno samengevoegd door tsaar Paul I tot het gouvernement Litouwen met Vilnius als hoofdstad. Op 9 september 1801 werd dit gouvernement door tsaar Alexander I opgesplitst in het gouvernement Litouwen-Vilnius en het gouvernement Litouwen-Grodno. Na 39 jaar werd het woord Litouwen geschrapt door tsaar Nicolaas I. In 1843 vonden er nieuwe hervormingen plaats. Het gouvernement Kovno werd uit zeven westelijke districten van het gouvernement Vilnius gecreëerd, die allemaal in Samogitië lagen. Het gouvernement Vilnius kreeg er daarentegen de gebieden Vileyka en Dzisna van het gouvernement Minsk en Lida van het gouvernement Grodno voor terug. Dit bleef zo tot de Eerste Wereldoorlog, toen het gebied onderdeel werd van het district Litouwen van het militair bestuur Ober-Ost, dat was ingesteld door het Duitse Keizerrijk.
Na de Pools-Russische Oorlog werd het gebied geannexeerd door Polen en in 1923 werd de woiwodschap Wilno opgericht die tot 1939 bleef bestaan.

## Bevolkingsopbouw
In 1834 had het gouvernement ongeveer 789.000 inwoners en in 1897 was dit aantal gegroeid naar 1.591.000 inwoners. 56,1 procent daarvan waren Wit-Russen, 17,6 procent Litouwers, 12,7 procent Joden en 8,2 procent Polen.

## Gouverneurs-generaal in Vilnius
- Nikolaj Repnin (1794 — 1797)
- Michail Koetoezov (1799 — 1801)
- Levin August von Bennigsen (1801 - 1806)
- Aleksandr Korsakov (1806 - 1830)
- Michail Nikolajevitsj Moeravjov-Vilenski (1863 - 1865)
- Konstantin von Kaufman (1865 - 1866)
- Aleksandr Potapov (1868-1874)
- Eduard Totleben (1880 -  1884)
- Pjotr Dmitrijevitsj Svjatopolk-Mirski (1902 - 1904)